# Célula neurossecretora magnocelular
As células neurossecretoras magnocelulares são células neuroendócrinas grandes que residem no núcleo supraóptico e no núcleo paraventricular do hipotálamo. Elas também são encontrados em menor número nos grupos celulares acessórios entre esses dois núcleos. Existem dois tipos de células neuro- secretoras magnocelulares: células produtoras de ocitocina e células produtoras de vasopressina. Algumas destas células são de ambos os tipos ao mesmo tempo,  podendo produzir os dois hormônios. Essas células são neurônios neuroendócrinos, são eletricamente excitáveis e geram potenciais de ação em resposta à estimulação aferente.
As células neurossecretoras magnocelulares em ratos (onde esses neurônios foram estudados mais extensivamente) em geral têm um único longo axônio varicoso, que se projeta para a hipófise posterior. Cada axônio dá origem a cerca de 10.000 terminais neurossecretores e muitos inchaços  axônicos (axon swellings) que armazenam um número muito grande de vesículas contendo hormônios. Essas vesículas são liberadas dos inchaços axônicos  e dos terminais nervosos por exocitose em resposta à entrada de cálcio por canais de íons dependentes de voltagem, o que ocorre quando os potenciais de ação são propagados pelos axônios.
Essas células normalmente têm dois ou três dendritos longos (que também contêm grandes dilatações) e uma densidade muito alta de vesículas contendo hormônios. A ocitocina e a vasopressina podem, portanto, ser liberadas no cérebro a partir desses dendritos, bem como no sangue a partir dos terminais da glândula pituitária posterior.